# Калтенордхајм
Калтенордхајм (њем. Kaltennordheim) град је у њемачкој савезној држави Тирингија. Једно је од 61 општинског средишта округа Вартбург. Према процјени из 2010. у граду је живјело 1.754 становника. Посједује регионалну шифру (AGS) 16063044.

## Географски и демографски подаци
Калтенордхајм се налази у савезној држави Тирингија у округу Вартбург. Град се налази на надморској висини од 440 метара. Површина општине износи 15,6 km². У самом граду је, према процјени из 2010. године, живјело 1.754 становника. Просјечна густина становништва износи 112 становника/km².